# Acchittocca
Acchittocca è un gruppo di autori italiani di giochi da tavolo nato nel 2001 a Roma e formato da Flaminia Brasini, Virginio Gigli, Stefano Luperto e Antonio Tinto.
Sono autori, sia come gruppo che come singoli, di molti giochi in stile tedesco, apprezzati in tutto il mondo.

## Ludografia
Giochi pubblicati come Acchittocca:
- 2006 - Leonardo da Vinci (Tilsit, dV Giochi);
- 2007 - Ghost for Sale (What's your Game);
- 2008 - Comuni (HUCH!);
- 2009 - Egizia (Hans im Gluck);
- 2019 - Terramara (Quined Games);
- 2019 - Egizia: Shifting Sands (Stronghold Games);
- 2020 - Alma Mater (Eggertspiele);

I singoli autori hanno inoltre pubblicato giochi a proprio nome, in particolare Flaminia Brasini e Virginio Gigli sono autori anche di:
- 2016 - Lorenzo il Magnifico, insieme a Simone Luciani (Cranio Creations);
- 2017 - Dino World, insieme a Marco Pranzo (HABA);
- 2018 - Coimbra (Eggertspiele);
- 2021 - Golem, insieme a Simone Luciani (Cranio Creations)[6];

Mentre il solo Gigli è coautore anche dei seguenti giochi:
- 2015 - Grand Austria Hotel, insieme a Simone Luciani (Lookout Games, Cranio Creations);
- 2021 - Frutticola, insieme a Giovanni Fiore (Giochix);
- 2022 - First Rat, insieme a Gabriele Ausiello (Pegasus Spiele);

Stefano Luperto è anche autore di:
- 2004 - Viva il Re! (Ravensburger, dV Giochi);

Antonio Tinto è anche autore di:
- 2015 - La Torre dei Mostri, con Simone Luciano (Cranio Creations);
- 2019 - Mystery House: Adventures in a Box (Cranio Creations);

## Premi e riconoscimenti
Gli autori hanno avuto i seguenti premi e riconoscimenti:
Premio Deutscher Spiele Preis:
- 2007 - Leonardo Da Vinci: 9º classificato;
- 2010 - Egizia: 7º classificato;